# Wolfgang Mückstein

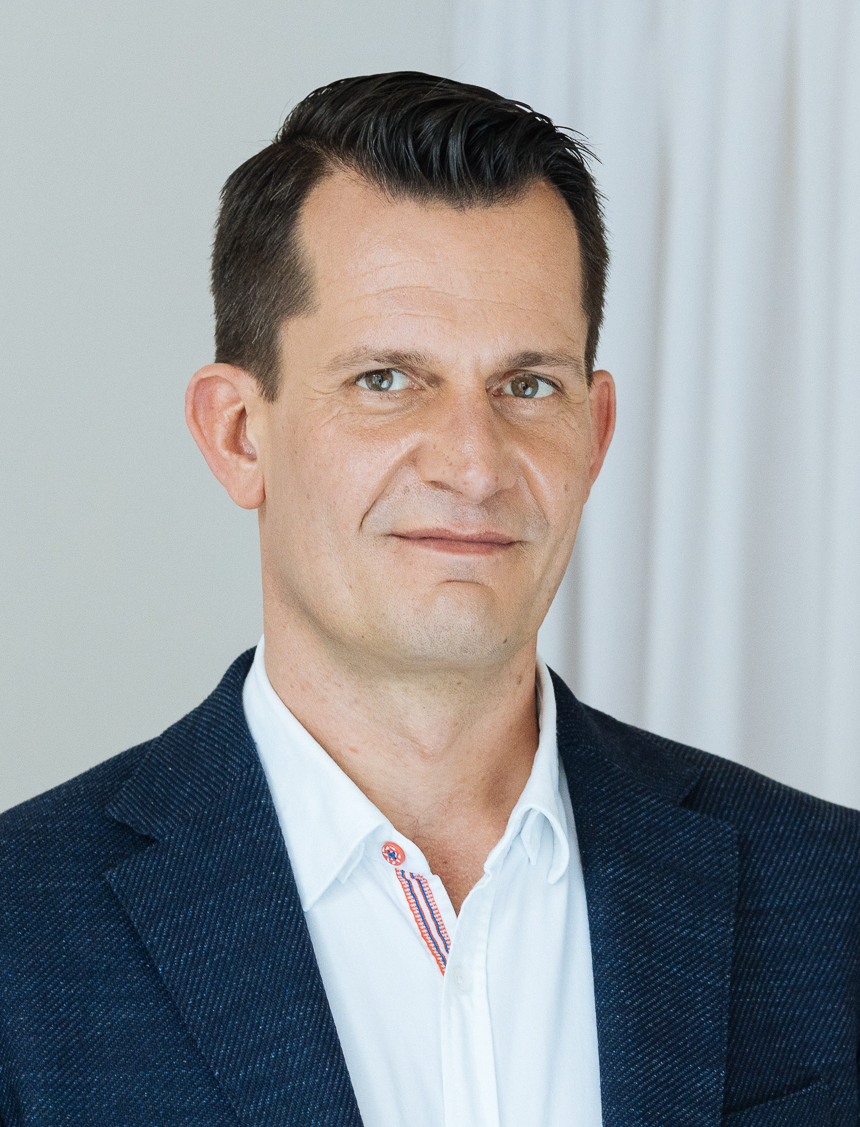
Wolfgang Mückstein (2021)

Wolfgang Robert Mückstein (* 5. Juli 1974 in Wien) ist ein österreichischer Arzt und Politiker (Die Grünen).
Er war von April 2021 bis März 2022 Bundesminister für Soziales, Gesundheit, Pflege und Konsumentenschutz in der Bundesregierung Kurz II, der Bundesregierung Schallenberg und der Bundesregierung Nehammer.

## Leben
Mückstein absolvierte von 1993 bis 2002 das Studium der Medizin an der Universität Wien. Ein ergänzendes Studium der traditionellen chinesischen Medizin schloss er mit dem Grad Bachelor of Acupuncture ab.
Laut FirmenABC hält Mückstein 15 Prozent der Kapitalanteile des Unternehmens Robert Metzger & Co Nfg GmbH. Es befasst sich mit den Tätigkeitsgebieten Vermietung von Immobilien, Wohnungen und Waggons. Robert Friedrich Metzger, Gründer dieses Unternehmens, war Mücksteins Urgroßvater. Die Robert Metzger & Co Nfg GmbH ist Alleingesellschafterin des Unternehmens Immosphere Immobilienentwicklung und -management GmbH, die sich mit An- und Vermietung von Waggons und Containern befasst.
Bei beiden Unternehmen war Mückstein bei seinem Amtsantritt als Minister im Firmenbuch als Prokurist eingetragen. Inzwischen hat Ingrid Mückstein diese Funktionen inne.
Laut GISA (Gewerbeinformationssystem Austria) hielt Mückstein bei seinem Amtsantritt als Minister Gewerbeberechtigungen mit den Wortlauten „Handelsgewerbe mit Ausnahme der reglementierten Handelsgewerbe und Handelsagent“ sowie „Herstellung und Aufbereitung sowie Vermietung von Medizinprodukten, soweit diese Tätigkeiten nicht unter ein anderes reglementiertes Gewerbe fallen“.
Neben seiner Tätigkeit als Arzt war er zwölf Jahre als Funktionär in der Österreichischen Ärztekammer tätig.
Mückstein wurde am 25. Juni 2020  Kassier im Verein Grüne Ärztinnen und Ärzte (Vereinsregisternummer 308631342). Im Impressum der Website dieses Vereins wird Mückstein (Stand April 2021) als Sekretär geführt.
Er unterstützte Werner Kogler bei dessen Wahlkampf vor der Europawahl am 26. Mai 2019. Bei der Aushandlung des türkis-grünen Regierungsprogramms war Mückstein 2019 als Teil des Verhandlungsteams der Grünen beteiligt.
Nach dem gesundheitsbedingten Rücktritt des Ministers Rudolf Anschober am 13. April 2021 wurde Mückstein am 19. April als Bundesminister für Soziales, Gesundheit, Pflege und Konsumentenschutz angelobt.
In dieser Rolle war er für die Umsetzung der umstrittenen COVID-19-Impfpflicht in Österreich wesentlich mitverantwortlich. Am 3. März 2022 erklärte er seinen Rücktritt. Er begründete dies auch damit, dass er und seine Familie ständig von radikalen Impfgegnern bedroht würden. Sein Nachfolger, Johannes Rauch, wurde am 8. März 2022 als Sozial- und Gesundheitsminister angelobt.

## Privates
Mückstein ist geschieden und Vater zweier schulpflichtiger Töchter. Seine Stiefmutter Eva Mückstein saß von 2013 bis 2017 für die Grünen im österreichischen Nationalrat.